# Antiplanes dendritoplicata
Antiplanes dendritoplicata é uma espécie de gastrópode do gênero Antiplanes, pertencente a família Pseudomelatomidae.